# Paralimnophila (Paralimnophila) decincta
Paralimnophila (Paralimnophila) decincta is een tweevleugelige uit de familie steltmuggen (Limoniidae). De soort komt voor in het Australaziatisch gebied.